# Calamocha
Calamocha là một đô thị trong tỉnh Teruel, Aragon, Tây Ban Nha. Theo điều tra dân số 2004 (INE), đô thị này có dân số là 4.256 người.